# نفت برنت

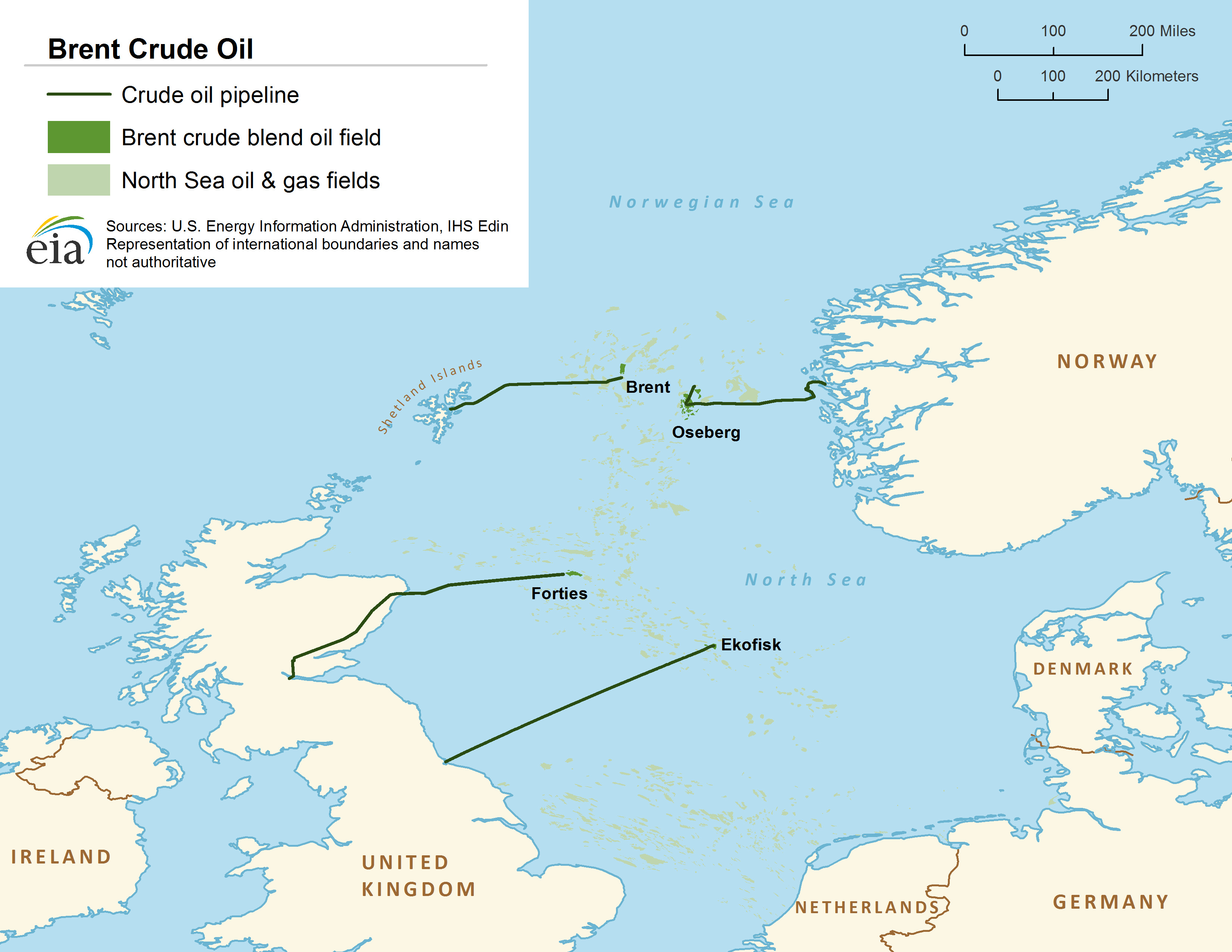
چاه‌های نفت برنت در دریای شمال

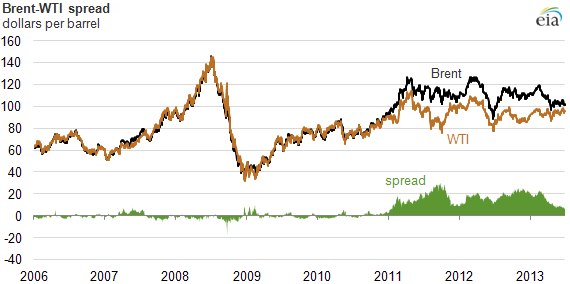
مقایسه قیمت نفت برنت و وست تگزاس

نفت خام برنت یکی از مهمترین مراجع قیمت‌گذاری نفت خام در بازار بین‌المللی است. برنت یک سبد نفتی شامل نفت خام برداشت‌شده از چهار چاه نفت بریتانیایی و نروژی در دریای شمال می‌شود و نفتی سبک و شیرین محسوب می‌شود. برنت مهمترین مرجع قیمت نفت خام در منطقه آتلانتیک است و حدود دو سوم نفت مبادله‌شده در بازار بین‌المللی بر اساس نفت برنت قیمت‌گذاری می‌شود. وست تگزاس اینترمیدیت، سبد نفتی اوپک، نفت خام دوبی و نفت خام عمان از دیگر مراجع قیمت‌گذاری نفت در کنار نفت برنت هستند.
نفت خام برنت بدلیل اینکه نفت کوره و گازوئیل کمتری از آن استخراج میشود ارزش و اهمیت بیشتری به دیگر نفت خام ها دارد.

## مشخصات
نفت برنت از نوع نفت خام سبک است. نفت برنت سنگین‌تر از نفت وست تگزاس اینترمیدیت (WTI) و سبک‌تر از نفت اپک است. این نفت شامل تقریباً ۰٫۳۷٪ گوگرد است که آن را در دسته بندی نفت خام شیرین (کم‌گوگرد) قرار می‌دهد (ولی نه به شیرینی نفت WTI). نفت برنت و وست تگزاس اینترمدیت حاوی مقدار گوگرد و گرانش API متفاوتی هستند که به تفاوت قیمت نفت کمک می کند. نفت خام برنت حاوی 0.37 درصد گوگرد در مقایسه با 0.24 درصد گوگرد در وست تگزاس اینترمدیت است.
نفت خام برنت گزینه‌ای مناسب برای تولید بنزین، گازوئیل و نفت سفید است. این نفت دارای چگالی ای‌پی‌آی ۳۸.۰۶ و وزن مخصوص ۰٫۸۳۵ است. نفت برنت یک نفت خام سبک و شیرین است که به دلیل محتوای گوگرد کم خود شناخته شده است، که باعث می شود تصفیه آن به محصولات باکیفیت مانند بنزین و سوخت دیزل آسان تر شود. معمولاً در اروپا و آسیا به عنوان معیاری برای قیمت گذاری استفاده می شود و قیمت آن تحت تأثیر عوامل مختلفی از جمله عرضه و تقاضای جهانی، رویدادهای ژئوپلیتیکی و تغییرات اقتصادی است.

## قیمت‌گذاری

میانگین قیمت ماهانه نفت برنت از سال ۱۹۸۷

مقدار گوگرد نفت برنت بیشتر از WTI و کمتر از اپک است به همین دلیل در گذشته قیمت این نوع نفت کمی کمتر از نفت وست تگزاس و کمی بیشتر از نفت اپک بود. البته از اواخر سال ۲۰۱۰ به این سو نفت برنت تقریباً همیشه از وست تگزاس گرانتر معامله شده‌ است و اختلاف قیمت برنت و وست‌تگزاس گاهی تا ۲۰ دلار رسیده‌ است.

## پی نوشت‌ها
1. ↑  مشخصات نفت خام برنت (ویکی‌پدیای انگلیسی)
2. ↑  «نفت برنت دریای شمال چیست؟ - iroilmarket». ۱۴۰۲-۰۱-۰۹\۰۵:۱۷:۵۰. دریافت‌شده در 2023-04-12. تاریخ وارد شده در |تاریخ= را بررسی کنید (کمک)